# Buonanotte giorno
Buonanotte giorno è un singolo del DJ torinese Gabry Ponte, pubblicato il 4 luglio 2014 dall'etichetta discografica DanceandLove.
Il brano ha ottenuto un buon successo commerciale, raggiungendo la settima posizione della classifica italiana.

## Tracce
1. Buonanotte giorno – 4:57

## Classifiche
| Classifica (2014) | Posizione raggiunta |
| ----------------- | ------------------- |
| Italia            | 7                   |